# Tõõdilaid
Tõõdilaid ist eine unbewohnte Insel, 150 Meter von der größten estnischen Insel Saaremaa entfernt. Die Insel liegt in der Landgemeinde Saaremaa im Kreis Saare. Sie liegt in der Bucht Saastna laht im Kahtla-Kübassaare hoiuala.
Tõõdilaid ist 220 Meter lang und 180 Meter breit.